# Eupithecia convexa
Eupithecia convexa es una especie de polilla de la familia Geometridae. La especie fue descrita por primera vez por Hiroshi Inoue habiendo sido descrita en 1988, con distribución en la República de China y Tailandia. El holotipo de la especie fue descrita en los alrededores de Hualien Hsien, Tayuling a una altitud de 2600 metros (8530,2 pies). La especie está agrupada en el grupo de especies E. proterva. Tiene gran parecido a la polilla japonesa Eupithecia concava.

## Descripción
La polilla es pequeña con alas angostas y puntiagudas. Sus alas son color marrón con pocas líneas transversales notorias. La línea postmedial hace ángulo pronunciado hacia la costa del ala. Cuenta también hacia el segmento basal del ala con dos bandas rojizas y oblicuas. El área terminal del ala acaba en una línea ondulada blanquecina. El punto discal es intenso y negro pero de pequeño diámetro. El ala posterior tiende a un marrón más claro.